# Nicholas de Moels

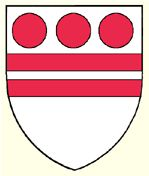
Wappen von Nicholas de Moels

Sir Nicholas de Moels (auch Nicholas de Meulis oder de Molis; † 1268 oder 1269) war ein englischer Ritter, Militär, Beamter und Diplomat. Er war ein treuer und fähiger Gefolgsmann von König Heinrich III. und gehört zu den wenigen Zeitgenossen, die Matthew Paris in seiner Chronik lobend erwähnt, als er ihn als tatkräftigen und umsichtigen Ritter bezeichnete. 

## Herkunft und Aufstieg während der Minderjährigkeit Heinrichs III.
Die Herkunft von Moels ist ungeklärt, er stammte vermutlich aus Hampshire oder einem anderen Teil Südwestenglands, wo er später umfangreichen Grundbesitz erwarb. Ob er mit der Familie Molis bzw. Mules aus Devon, die aus Meulles in der Normandie stammte, verwandt war, ist nicht belegt. Moels wird erstmals im September 1215, vermutlich als Soldat, in königlichen Diensten erwähnt, als ihm während des Kriegs der Barone beschlagnahmte Güter der Rebellen übergeben werden, 1217 erhält er das Gut Watlington in Oxfordshire zur Verwaltung. 1223 nahm er am Feldzug des Königs nach Wales und 1224 an der Belagerung von Bedford Castle teil. 1225 reiste er zusammen mit Bischof Walter Mauclerk von Carlisle als königlicher Gesandter nach Köln. Als Ritter des königlichen Haushalts wurde im August 1226 in das Poitou zu Richard, dem Bruder des Königs gesandt, wo er bis 1227 blieb. Im Mai 1230 nahm er am erfolglosen Frankreichfeldzug Heinrichs III. teil, bei dem ihn der König als Boten zu seiner Mutter Königin Isabella und ihrem Mann Hugo von Lusignan schickte. 1232 verhandelte er als königlicher Gesandter mit Fürst Llywelyn ab Iorwerth in Wales, anschließend wurde er Befehlshaber von St Briavel’s Castle in Gloucestershire. 1234 wurde Moels Sheriff von Devon, wo er sich von einem Stellvertreter vertreten ließ, und Verwalter der Kanalinseln. Dieses Amt übte er nur wenige Monate aus, ehe er wieder als Gesandter des Königs diente. Seine hohe Stellung bei Hofe verdeutlicht seine Rolle bei der Krönung von Heinrichs III. Frau Eleonore im Januar 1236, als er als Zepterträger diente.

## Teilnahme an Feldzügen in Frankreich und in Wales
Von 1239 bis 1241 war er Sheriff von Yorkshire, dazu war er Verwalter des vakanten Bistums Durham sowie nach dem Tod des Earl of Lincoln des Earl of Surrey Verwalter von deren Ländereien, da ihre Erben noch minderjährig waren. 1241 diente er als Gesandter bei Graf Hugo von Lusignan in Südwestfrankreich, wo er im folgenden Jahr am Feldzug des Königs während des Saintonge-Kriegs teilnahm. Der König schickte ihn als Gesandten zum französischen König Ludwig IX., um den Bruch des Waffenstillstands zu rechtfertigen. Nach der englischen Niederlage ernannte ihn der König im Sommer 1243 zum Seneschall der Gascogne, wo er zur Niederschlagung einer Revolte im August Gramont bei Bidache belagerte. Er konnte Frieden mit dem rebellischen Baron Arnaud-Guillaume von Gramont schließen und im Herbst 1244 besiegte er König Theobald von Navarra, der in die Gascogne eingefallen war. Im Juli 1245 wurde Moels als Seneschall abgelöst und kehrte nach England zurück, wo er Constable von Cardigan und Carmarthen Castle in Wales wurde.
Während eines Krieges in Wales gelang es ihm 1246, nach dem Tod des walisischen Fürsten Dafydd ap Gruffydd die walisischen Lords Maredudd ap Owain von Ceredigion und Maredudd ap Rhys von Dryslwyn zur Aufgabe zu bewegen. Anschließend vertrieb er von Carmarthen aus mit Hilfe seiner walisischen Verbündeten im Sommer 1246 den rebellischen Lord Maelgwn Fychan aus seinem Territorium und führte seine Armee weiter nach Deganwy Castle in Nordwales, womit er bewies, dass das Bergland von Wales für englische Truppen nicht unbezwingbar war. Er blieb bis 1248 in Wales, ehe er wieder in die Gascogne reiste, wo er den Statthalter Simon de Montfort, 6. Earl of Leicester unterstützte. Als es zunehmend zu Beschwerden über Montforts Amtsführung kam, versuchte Moels zu vermitteln. Ab 1253 begleitete er den König, als dieser die Gascogne besuchte.

## Diplomat im Dienst des Königs und späteres Leben
1254 wurde Moels Constable von Oxford Castle. 1257 war er wieder in Wales, wobei er vor allem als Diplomat diente und ein Bündnis mit Lord Maredudd ap Rhys gegen den walisischen Fürsten Llywelyn ap Gruffydd aushandelte. Im Januar 1258 wurde er Constable von Dover und Warden of the Cinque Ports und im März 1258 Sheriff von Kent. Nach der Parlamentsversammlung von Oxford, die die Provisions of Oxford beschloss, verlor Moels als Anhänger des Königs bereits im Juni 1258 wieder sein Amt als Warden of the Cinque Ports und als Constable von Dover Castle, wurde jedoch im Gegenzug Constable der Burgen von Rochester und Canterbury. In dem Konflikt zwischen der Adelsopposition unter Simon de Montfort, der schließlich zum Zweiten Krieg der Barone führte, blieb er ein Unterstützer des Königs. Als alter Mann nahm er abert nicht mehr selbst an den Kämpfen teil und entsandte im Januar 1263 seinen Sohn als Vertreter für einen Feldzug in die Welsh Marches. Im Oktober 1268 erschien er noch vor einem Gericht in Gloucester. Kurz danach muss er gestorben sein, denn am 24. Juni 1269 entrichtete sein Sohn Roger die Gebühr, um sein Erbe antreten zu können.

## Familie, Nachkommen und Nachwirkung
Moels stiftete 1254 ein Haus für den Karmeliterorden in Oxford, das die erste Niederlassung des Ordens in der Universitätsstadt war. Um 1230 heiratete er Hawise de Newmarch, die Witwe von John Boterel. Sie war eine  Tochter und Teilerbin von James Newmarket. Durch die Heirat wurde er Lord der Hälfte der Herrschaft von Cadbury in Somerset. Um dieselbe Zeit übergab ihm der König noch weitere Güter in Devon, dazu erhielt er später noch weiteren Landbesitz in anderen Teilen Englands. Er hatte mehrere Kinder, darunter:   
- James de Molis
- Roger (um 1233–1295)
- Agnes ⚭ William de Braose, 1. Baron Braose
- Maud ⚭ Richard de Urtiaco of Stoke Trister

Sein ältester Sohn James, der zusammen mit dem Thronfolger Lord Eduard in Windsor Castle aufwuchs, starb bereits früh, so dass sein zweiter Sohn Roger sein Erbe wurde.